# The Perfect David
The Perfect David (Originaltitel El perfecto David) ist ein Filmdrama von Felipe Gómez Aparicio, das im Juni 2021 beim Tribeca Film Festival seine Premiere feierte und im Dezember 2021 in die argentinischen Kinos kam.

## Handlung
Die Künstlerin Juana Galucci verlangt von ihrem 16-jährigen Sohn David, dass er bis zu seinem 17. Geburtstag seinen Körper in eine perfekte Form gebracht hat. Um ihren hohen Erwartungen an ihn gerecht zu werden, verbringt David fortan die meiste Zeit im Fitnessstudio, doch seine Besessenheit fordert ihren Tribut. Er vernachlässigt seine Schularbeiten und seine Freunde, weil er den ganzen Tag in dem schmuddeligen Fitnessstudio in Gesellschaft aufgepumpter Typen verbringt. Der Jugendliche weiß aber noch nicht, was es bedeutet, ein Mann zu sein, abgesehen davon, einen maskulinen Körper zu haben.
Seine Mutter spornt ihn unterdessen weiter an, kontrolliert seinen Erfolg mit dem Maßband und ist enttäuscht, weil er nicht genug Muskeln aufbaut. Daher beginnt David Steroide zu nehmen, wie die beiden Männer, mit denen er sich im Fitnessstudio angefreundet hat. Als er zusätzlich beginnt, mitten in der Nacht Proteine zu sich zu nehmen, stellt sich der ersehnte Erfolg ein.

## Produktion
Regie führte Felipe Gómez Aparicio, der gemeinsam mit Leandro Custo auch das Drehbuch schrieb. The Perfect David ist das Filmdebüt des 1977 geborenen Argentiniers. Aparicio studierte Regie am Centro de Investigación Cinematográfica in Buenos Aires, lebt und arbeitet in Madrid und realisierte ab 2005 Werbefilme. Er sei schon immer sehr an Geschichten über dysfunktionale Familien interessiert gewesen, auch weil er selbst aus einer solchen komme. Als der mit ihm befreundete Custo mit einem Drehbuchentwurf an ihn herantrat, in dem es um eine Mutter ging, die vom Körper ihres Sohnes besessen ist, wurde diese Geschichte die Grundlage ihrer gemeinsamen Arbeit.
Der Nachwuchsschauspieler Mauricio Di Yorio spielt in der Titelrolle David Galucci. Er gehört nicht der Bodybuilderszene an, nahm jedoch in Vorbereitung auf die Rolle an der Men’s Physique teil. Umbra Colombo spielt Davids Mutter Juana.
Die Premiere des Films erfolgte am 15. Juni 2021 beim Tribeca Film Festival. Ende Oktober 2021 wurde er beim São Paulo International Film Festival gezeigt. Der Kinostart in Argentinien erfolgte am 9. Dezember 2021.
Im März 2022 wurde er beim London LGBTQ+ Film Festival und Ende Mai 2022 beim Kinder- und Jugendfilmfestival in Zlín vorgestellt.

## Auszeichnungen
Internationales Filmfestival Warschau 2021
- Nominierung im Free Spirit Competition[5]

Montelupo Fiorentino International Independent Film Festival 2022
- Auszeichnung als Bester Film mit dem Jury Prize (Felipe Gomez Aparicio)[13]